# إرنست غريفيث برايس
إرنست غريفيث برايس (بالإنجليزية: Ernest Griffith Price)‏ هو سياسي بريطاني (وحمل سابقاً جنسية المملكة المتحدة لبريطانيا العظمى وأيرلندا)، ولد في 13 مايو 1870، وتوفي في 5 يناير 1962. حزبياً، نشط في الحزب الليبرالي. في الانتخابات العامة في المملكة المتحدة 1922 ‏، انتخب عضو برلمان المملكة المتحدة الـ32 عن دائرة Shoreditch (UK Parliament constituency) ‏ (15 نوفمبر 1922 – 16 نوفمبر 1923).